# Campo scalare

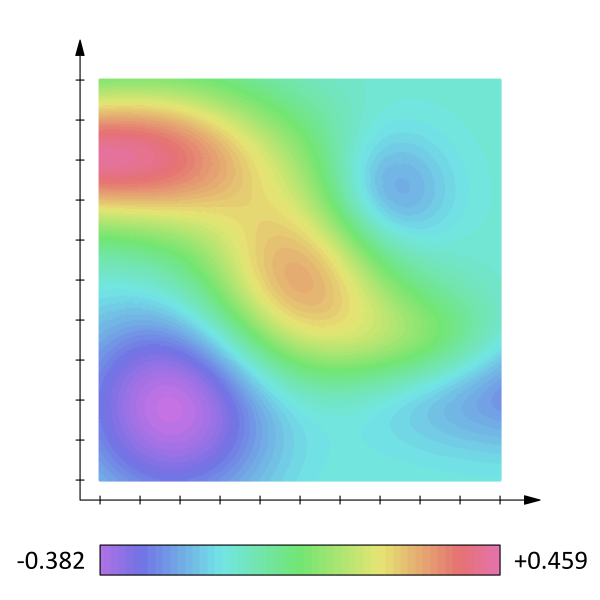
Un campo scalare come la temperatura o la pressione, dove l'intensità del campo è rappresentata con differenti tonalità di colore.

In matematica e fisica un campo scalare è una funzione che associa uno scalare a ogni punto di uno spazio. In fisica, ad esempio, un campo scalare viene utilizzato per indicare la distribuzione della temperatura o della pressione atmosferica nello spazio.

## Descrizione

### Definizione
Un campo scalare su uno spazio euclideo {\displaystyle n}-dimensionale con valori reali è una funzione {\displaystyle F\colon \mathbb {R} ^{n}\to \mathbb {R} .} Spesso si richiede che la funzione sia continua, o differenziabile almeno {\displaystyle k} volte, e per questo funzione di classe {\displaystyle {\mbox{C}}^{k}}. Il campo può essere pensato come uno spazio {\displaystyle n}-dimensionale con numeri reali o complessi associati a ogni punto di esso.

### Esempi in fisica
In fisica classica, gli esempi di campi scalari più noti sono il potenziale, la temperatura e la pressione atmosferica.
Nella teoria quantistica dei campi, un campo scalare è un campo bosonico, associato a particelle di spin 0, come i mesoni. Il campo scalare può avere valori reali o complessi. Campi scalari complessi rappresentano particelle cariche. Un esempio di campo scalare è quello relativo all'equazione di Klein-Gordon.

## Altri tipi di campi
- Campi vettoriali, che associano un vettore ad ogni punto dello spazio. Esempi di campi vettoriali sono il campo elettromagnetico e il campo gravitazionale.
- Campo tensoriale, che associa un tensore ad ogni punto dello spazio. Nella teoria della relatività generale, la gravità è descritta da un campo tensoriale, in particolare con il tensore di curvatura di Riemann. Nella teoria di Kaluza-Klein, lo spazio-tempo si estende in cinque dimensioni e il suo tensore di curvatura di Riemann può essere disgiunto nell'ordinario campo gravitazionale a quattro dimensioni più un set aggiuntivo, che è equivalente alle equazioni di Maxwell per il campo elettromagnetico, più un campo scalare aggiuntivo noto come "dilatone".

### Visualizzazione delle coordinate
Essenzialmente, tutto ciò che bisogna conoscere di due diversi sistemi di coordinate è come passare dall'uno all'altro, ma aiuta visualizzarne uno come una griglia rettangolare. Lo stesso però può essere fatto con le coordinate polari.